# Ballaghmore Castle

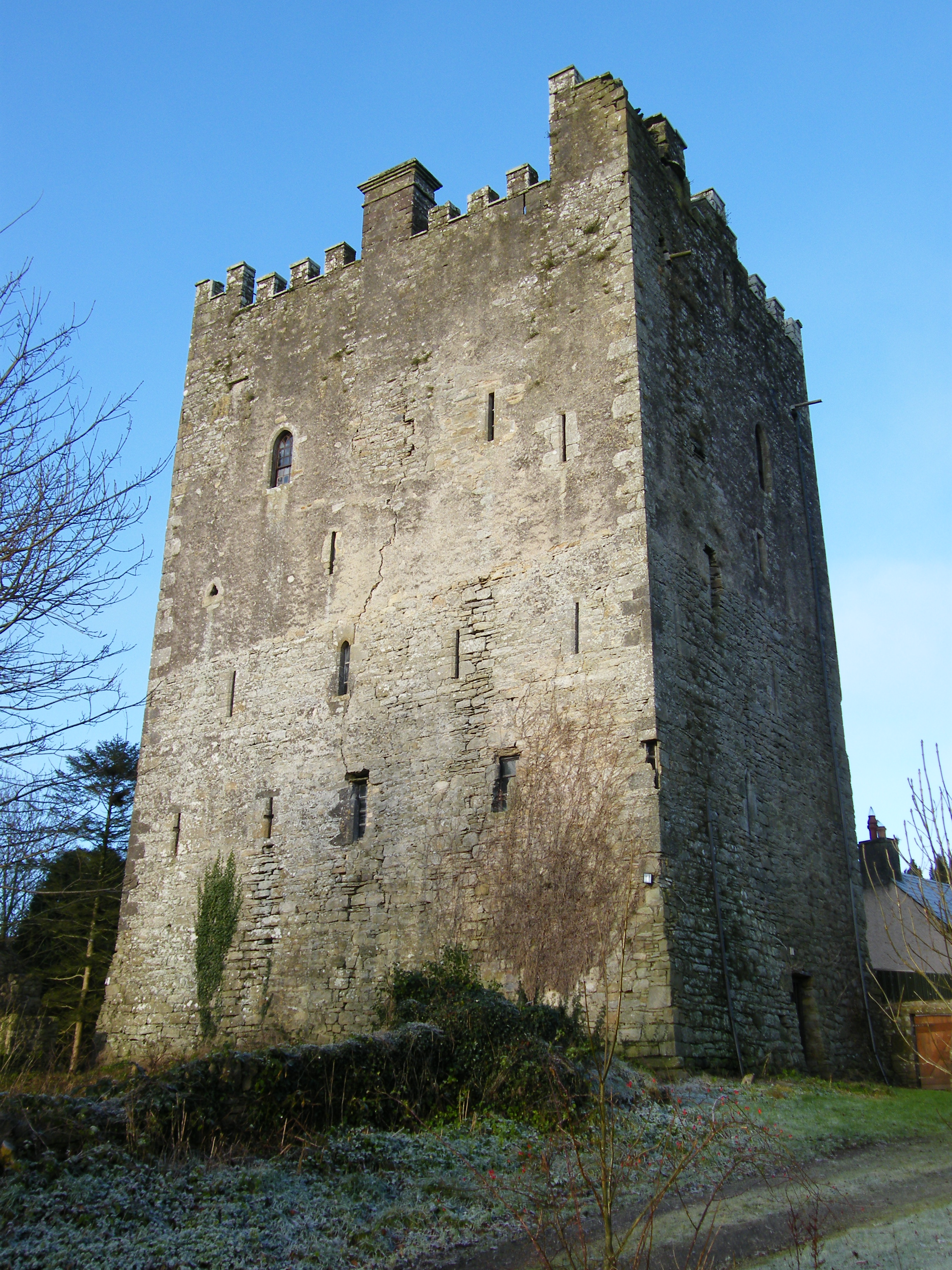
Ballaghmore Castle (2008)

Ballaghmore Castle (irisch Caisleán an Bhealaigh Mhóir) ist eine Burg beim Dorf Ballaghmore im irischen County Laois. Der Clanchef der Mac Giolla Phádraig (anglisiert FitzPatrick) ließ sie 1480 erbauen. Seinen Namen erhielt sie von der alten Straße (An Bealach Mór, „der große Weg“) nach Munster, an der sie liegt.

## Geschichte
Wie viele andere irische Burgen wurde auch Ballaghmore Castle 1647 während der Rückeroberung Irlands durch die Truppen von Oliver Cromwell beschädigt. Ein gewisser Mr Ely kaufte die Ruine 1836, ließ sie restaurieren und fand dabei einen Goldschatz. Ely wurde von einem verärgerten Bauern getötet und lebte daher nie auf der Burg. Das unbewohnte Gebäude diente in der Folge als Getreidespeicher und verfiel wieder, bis es 1990 der heutige Besitzer kaufte. Ballaghmore Castle ist die einzige Burg im Baronat Upper Ossory, die heute noch bewohnbar ist.

## Sheela-na-Gig
Ein sehr interessantes Detail an Ballaghmore Castle ist die Sheela-na-Gig, die in einen Eckstein an der vorderen Außenmauer eingeschlagen wurde. Sie stellt eine hässliche, halbtote Frau mit verdrehtem Gesicht und deutlich sichtbarer Vagina dar. Die Betonung der weiblichen Geschlechtsorgane in Kombination mit ihrer todesähnlichen Erscheinung wird mit dem ewigen Kreislauf von Geburt und Tod in Zusammenhang gebracht. Sheela-na-Gig soll eine keltische Gottheit sein. Sheela-na-Gig-Figuren sind in Irland und Großbritannien anzutreffen, aber nur einige von ihnen überlebten das viktorianische 19. Jahrhundert.